# Apple Watch Ultra
Apple Watch Ultra (1-го покоління) — дороге сімейство надзахищених (водонепроникність до 100 м глибини занурення) смарт-годин Apple Watch в титановому корпусі для екстремалів нової серії «Ultra» вартістю від $799, побудовані на чіпі Apple S8 і 7 вересня 2022 року . Перше покоління серії «Ultra».

## Історія
Годинник був представлений на осінній презентації Apple, що проходила 7 вересня 2022 року, і вони були показані разом із спорідненою, більш дешевою версією Apple Watch Series 8 .
12 вересня 2023 року на осінній презентації Apple були Apple Watch Ultra 2 показані разом з Apple Watch Series 9 .

## Характеристики
Датчики серцевого ритму, температури, кисню в крові, а також барометр і датчик висоти. Крім того, Apple Watch Ultra підтримує спеціальні режими для альпіністів і дайверів, а також має функції для відстеження активностей на природі, такі як режим «Dive». Ці годинники мають ціну від $799 і є одним із найкращих виборів для професіоналів і любителів екстремальних видів спорту

### Список характери
- Чипсет: Apple S8;
  - Центральний процесор (CPU): 1,8 GHz двоядерний Thunder 64-бітний 7-нм (TSMC N7P);
  - GPU: TBC;
- GPS і ГЛОНАСС: Вбудований, включаючи Galileo, QZSS и BeiDou;
- Стільниковий зв'язок: За замовчуванням;
- IP (ступінь захисту оболонки): ISO 22810 Водонепроникність (до 100 метрів), сертифікація EN13319 (до 100 метрів);
- Бездротовий зв'язок: Wi-Fi (802.11 b/g/n 2.4 GHz и 5 GHz);
- Bluetooth: Bluetooth 5.3;
- UWB: Чип Apple U1;
- Оптичний датчик пульсу: Є;
- Датчик ЕКГ: Є;
- Пульсоксиметр: Є;
- Акселерометр: 256g;
- Гіроскоп: Покращений, із високим динамічним діапазоном;
- Фотодавач: Є;
- Альтиметр: Є;
- Компас: Є;
- Дисплей: Завжди увімкнений дисплей OLED LTPO із технологією Retina (яскравість 2000 кд/м²)
  - Щільність пікселів:
- Оперативна пам'ять (ОЗУ): 1,5 Гб (1536 Мб) DRAM
- Сховище: 32 Гб
- Версії операційних систем: watchOS 9.0;
- Вимоги: iPhone 8 або новіше, з iOS 16 або новіше;
- Батарея: До 36 годин в звичайному режимі до 60 годин — в режимі енергозаощадження, швидка зарядка;
- Вага: 61,3 грам;
- Парникові гази: 56 кг {\displaystyle {\ce {CO_2e}}};
- Початок продажу: вересень 2022 року.;
- Знято з виробництва: Виробляються.